# V号戦車パンターに関連する作品の一覧
V号戦車パンターに関連する作品の一覧（ごごうせんしゃパンターにかんれんするさくひんのいちらん）は、第二次世界大戦期のドイツ国防軍の中戦車である、V号戦車パンターおよびバリエーション車種（ヤークトパンター・ケーリアン等）に関連する作品の一覧である。

## パンター

### 映画
『将軍たちの夜』
ドイツ軍戦車として登場。『パリは燃えているか』に登場したものと同じM24軽戦車改造の車両である。
『パリは燃えているか』
パリ市内で自由フランス軍のM10戦車駆逐車と交戦する他、パリの解放に蜂起したレジスタンス制圧に差し向けられたG型がパリ市街地へ進撃するが、火炎瓶攻撃を受けて無力化される。
M24軽戦車改造の撮影用車両で、この車両はその後もソミュール戦車博物館で保管されている。この他、当時の記録映像から流用されたフィルムには実物のパンターが写っているカットがある。
『リベリオン ワルシャワ大攻防戦』（原題：『Miasto 44』(ポーランド語版)）
ドイツ軍戦車として登場。T-55戦車の車体を用いて改造し製作されたレプリカ車両である。
『T-34 レジェンド・オブ・ウォー』
映画中盤以降、演習での士官候補生車両として、またその後は敵側主人公搭乗車として登場し、主人公らのT-34/85と戦闘する。

### アニメ・漫画
『黒騎士物語』
主人公の乗機として登場。ソ連軍の反攻が強まる中、鉄道輸送中に攻撃を受け放棄されたA型を発見し、黒騎士中隊の戦力として加わる。物語の後半ではG型も登場。
『ガールズ&パンツァー』
黒森峰女学園の戦車として、TVシリーズと劇場版､最終章にG型が登場。最終章のプラウダ戦では隊長のエリカがティーガーIIから三号戦車に乗り換えている。
『ウクライナ混成旅団』
単行本「幻の豹 The Panther in Ukraina 1950」または「独立戦車隊」収録作品。第二次世界大戦後、ラーゲリから脱走するウクライナ混成旅団の装備として、スクラップ予定から再生されたA型が物語全般にわたって登場する。
初陣でラーゲリ警備のT-34を2両撃破し、その後の丘の戦闘でT-34を5両撃破、夜間、IS-2重戦車大隊に包囲された際にも1両をショットトラップを利用して撃破し、最後の農村での戦闘でもIS-2を7両撃破するという大戦果を挙げる。
『戦場ロマン・シリーズ』
ドイツ軍戦車役として多くの作品に出演。『アルデンヌの白い虎』では、M10偽装パンターと違い、塗装とマーキングだけアメリカ軍式に偽装した車両も登場。『大元帥になった男』では、燃料に貴腐ワインを混入されてエンジンが焼き付き、部隊が全滅してしまう。
『豹と狼 -ドイツ軍5号戦車1944-』
主人公がG型を愛車にして、東西両戦線にて戦い抜く。
『最前線』（のちに二世部隊物語に改題）
望月三起也著、日系アメリカ人で編成されたアメリカ陸軍の部隊で、いわゆる「二世部隊」（実際に編成された第442連隊戦闘団かは不明）に所属する兵士を主人公とした漫画。敵側のドイツ軍戦車として度々登場するも、主人公らに撃破されることが多い。1巻では不時着したイギリス軍のホーカー テンペストのロケット弾に正面から次々と撃破されていた。
『秘密探偵JA』
11巻～12巻「脱走列車」前後編で登場。とあるインド土侯国の反乱軍の装備戦車として主人公の飛鳥次郎一行に襲い掛かるが、主人公らの機転を利かせた攻撃で次々と撃破される。

### 小説
『鏖殺の凶鳥』（文庫名：『凶鳥〈フッケバイン〉 ヒトラー最終指令』）
武装親衛隊が使用。ドイツ領内に墜落した国籍不明機の回収任務に派遣されたティーゲル戦闘団が、クンメルスドルフ陸軍兵器試験場に置かれていた試作品のF型を2両装備している。この他にもパンターの車体に57mm連装機関砲を搭載した試作対空戦車が2両ずつ戦闘団に配備されているほか、物語序盤にはベルリン近郊に展開した国防軍装甲大隊の所属車が登場している。
『レッドサン ブラッククロス』
本車をもとに88mm砲搭載や装甲強化などの改設計を施した主力戦闘戦車（MBT）の「V号中戦車パンテルII」がドイツ軍戦車として登場。パンテルIIとパンテルFの開発計画を一本化して作られたもので、戦闘力は大きく強化されたものの、重量増加による機動力低下や車内容積の狭小化といった問題を引き起こしている。作中ではドイツと敵対する日本陸軍の戦車と交戦している。

### ゲーム
『R.U.S.E.』
ドイツの中戦車として登場。
『War Thunder』
ドイツ陸軍の中戦車としてD型(初期型)・A型(後期型)・G型（後期型）・Ersatz M10（偽装パンター)・F型・パンターII(アップデートによりツリーから削除された)が登場。また、対空戦車としてFrakPanther341ケーリアン(アップデートにより削除された)、駆逐戦車としてヤークトパンター、プレミアム車両にヤークトパンター指揮戦車、またフランスプレミアム車両にパンターG型初期型がPanther ＜Dauphin＞として、またソ連プレミアム車両にパンターA型後期型がT-Vとして登場。
『World of Tanks』
ドイツ中戦車としてPz.Kpfw. V Panther（史実では搭載されていない、10,5cm kw.k. L/28という砲が搭載できる。)・Panther II・M10偽装車が登場、ドイツ駆逐戦車としてJagd Panther・Skorpion Gが登場。また、ベルゲパンター現地改造車（ベルゲパンターの項を参照）もPz.Kmpfw.V/IVとして登場するが、本来は固定されている砲塔が旋回可能となっている。また、ポーランド軍のパンターもある。
『コンバットチョロQ』
アリーナのミドルクラスにD型・G型・ヤクトパンサー（ヤークトパンター）・パンターII・ケーリアンが登場。いずれも、撃破する事によって使用可能となる。
『新コンバットチョロQ』
D型・A型・G型・F型・パンターII・ヤークトパンター・ヤークトパンター12.8cmクルップ案がプレイヤーが使用可能な「Qタンク」として登場。
『コール オブ デューティシリーズ』
『CoD3』
ドイツ軍の戦車として登場する。
『CoD:WaW』
ドイツ軍の戦車としてA型が登場する。
『CoD:BO3』

『サガ フロンティア』
T260G編で仲間になるキャラクター、「PzkwV」の正式名称が「Panzer kampf wagen V」である。
『トータル・タンク・シミュレーター』
ドイツの改中戦車としてPANZER V PANTHERが、回収車としてBERGEPANTHERが登場する。
『パンツァーフロント』
A型・G型が登場。バルクマン・コーナーの戦いを基にしたマップがある。
『パンツァーフロントbis.』
上記に加え、ヤークトパンターとM10偽装型が登場。
『虫けら戦車』
G型が登場。

## ヤークトパンター

### 映画・テレビドラマ
『ウルトラマンレオ』
第42話および第49話に防衛軍の戦車として登場。フンメルと共に円盤生物を攻撃する。
『バンド・オブ・ブラザース』
第3話および4話に初期型が登場。T-55の車体と走行装置を流用したレプリカ車両である。なお、メイキング映像では製作過程が紹介されており、また、第3/4話以外でも撮影現場に存在している（登場しているシーンは本編では使われていない）ことがわかる。

### アニメ
『ガールズ&パンツァー』
黒森峰女学園の所有戦車としてダークイエローのG型が登場。カメさんチームのヘッツァーに履帯を切られ、「うちの履帯重いんだぞ！」と乗員が叫んでいる。また、劇場版では大学選抜チームの試合で大洗チームにティーガーI、ティーガーIIと共に加勢している。

### ゲーム
『R.U.S.E.』
ドイツの駆逐戦車として登場。
『War Thunder』
ドイツ陸軍の駆逐戦車として登場。
『World of Tanks』
ドイツ駆逐戦車Jagdpantherとして開発可能。12.8cmクルップ案も、「Jagdpanther II」として登場する。
『コンバットチョロQ』
アリーナのミドルクラスの5番目の他、特定の作戦に登場。
『新コンバットチョロQ』
プレイヤーが使用可能な「Qタンク」として登場。12.8cmクルップ案も、「パンタークルップ」として登場する。
『パンツァーフロントbis.』
使用は可能だが、登場マップはない。

## ケーリアン

### ゲーム
『War Thunder』
ドイツ国防軍の対空戦車Flak Panzer.341として3.7cm連装高射砲案が登場。現在はツリーから削除され新規に開発することはできない。

## VK 30.02

### ゲーム
『World of Tanks』
ダイムラー・ベンツ社の提示した設計案が、ドイツ中戦車 VK 30.02 (D) として開発可能。
MAN社の提示した設計案が、ドイツ中戦車 VK 30.02 (M) として開発可能。